# ریبیت
ریبیت یا کش بک (به انگلیسی: Rebate) در بازار فارکس نوعی طرح تشویقی است که به معامله‌گران امکان می‌دهد بخشی از هزینه‌های معاملاتی خود را به‌عنوان بازپرداخت دریافت کنند. این برنامه که توسط بروکرها ارائه می‌شود، معمولاً برای کاهش هزینه‌های معاملات و افزایش سودآوری معامله‌گران طراحی شده است. میزان و نحوه ارائه ریبیت بسته به سیاست‌های هر بروکر متفاوت است.

## انواع ریبیت در فارکس
ریبیت در بازار فارکس به دسته‌های مختلفی تقسیم می‌شود:
- ریبیت نقدی: معامله‌گران بخشی از اسپرد یا کمیسیون پرداختی خود را مستقیماً به‌صورت نقدی دریافت می‌کنند.
- ریبیت مبتنی بر حجم: میزان ریبیت براساس حجم معاملات تعیین می‌شود؛ هرچه حجم معاملات بیشتر باشد، مقدار بازپرداخت نیز افزایش می‌یابد.
- ریبیت معرف (IB): معامله‌گرانی که افراد جدیدی را به بروکر معرفی می‌کنند، از معاملات این افراد درصدی را به‌عنوان ریبیت دریافت می‌کنند.
- ریبیت اعتباری: این نوع ریبیت به‌صورت اعتبار معاملاتی در حساب کاربر ثبت شده و برای انجام معاملات بیشتر قابل استفاده است.
- ریبیت ویژه: برخی بروکرها برای مشتریان وفادار یا افرادی که حجم معاملات بالایی دارند، نرخ‌های ریبیت ویژه‌ای ارائه می‌کنند.

## نحوه محاسبه ریبیت
محاسبه ریبیت بسته به نوع آن متفاوت است. در ادامه چند نمونه ارائه شده است:
- ریبیت نقدی: اگر اسپرد یک معامله ۲ پیپ باشد و بروکر ۳۰٪ ریبیت ارائه دهد، برای معامله‌ای به ارزش ۱ لات (هر پیپ معادل ۱۰ دلار)، معامله‌گر ۶ دلار ریبیت دریافت خواهد کرد.
- ریبیت حجمی: در صورتی که بروکر به ازای هر لات معامله ۵ دلار ریبیت پرداخت کند و معامله‌گر در ماه ۱۰ لات معامله داشته باشد، ریبیت او ۵۰ دلار خواهد بود.
- ریبیت معرف (IB): اگر یک معرف در ماه ۲۰ لات معامله داشته باشد و بروکر ۱۰٪ کمیسیون را به‌عنوان ریبیت پرداخت کند، او ۲۰ دلار ریبیت دریافت خواهد کرد.
- ریبیت اعتباری: در صورتی که معامله‌گر ۱۰ لات معامله انجام دهد و به ازای هر لات، ۳ دلار اعتبار معاملاتی دریافت کند، در مجموع ۳۰ دلار اعتبار به حساب او اضافه خواهد شد.
- ریبیت ویژه: اگر بروکری به معامله‌گرانی که بیش از ۵۰ لات در ماه معامله دارند، ۵٪ از اسپرد را بازپرداخت کند و اسپرد هر لات ۲ پیپ (هر پیپ معادل ۱۰ دلار) باشد، معامله‌گر به ازای هر لات ۱۰ دلار ریبیت دریافت خواهد کرد.

## روش دریافت ریبیت از بروکرها
برای دریافت ریبیت، معامله‌گر باید در بروکری که این خدمات را ارائه می‌دهد، ثبت‌نام کند. برخی بروکرها به‌صورت خودکار ریبیت را به حساب کاربران واریز می‌کنند، در حالی که برخی دیگر نیاز به ثبت درخواست یا فعال‌سازی این قابلیت دارند. اطلاع از شرایط بروکر قبل از انتخاب آن، امری ضروری است.